# Coralie Comte
Coralie Comte (* 15. Oktober 1995) ist eine französische Hürdenläuferin, die sich auf den 100-Meter-Hürdenlauf spezialisiert hat.

## Sportliche Laufbahn
Erste internationale Erfahrungen sammelte Coralie Comte bei der Sommer-Universiade 2019 in Neapel, bei der sie mit neuer Bestleistung von 13,09 s die Bronzemedaille im Hürdensprint hinter der Italienerin Luminosa Bogliolo und Reetta Hurske aus Finnland gewann.

## Persönliche Bestleistungen
- 100 m Hürden: 12,98 s (+1,8 m/s), 28. Juli 2019 in Saint-Étienne
  - 60 m Hürden (Halle): 8,24 s, 26. Januar 2019 in Nantes